# 942 Romilda
A 942 Romilda (ideiglenes jelöléssel 1920 HW) a Naprendszer kisbolygóövében található aszteroida. Karl Wilhelm Reinmuth fedezte fel 1920. október 11-én, Heidelbergben.